# 華盛頓互惠

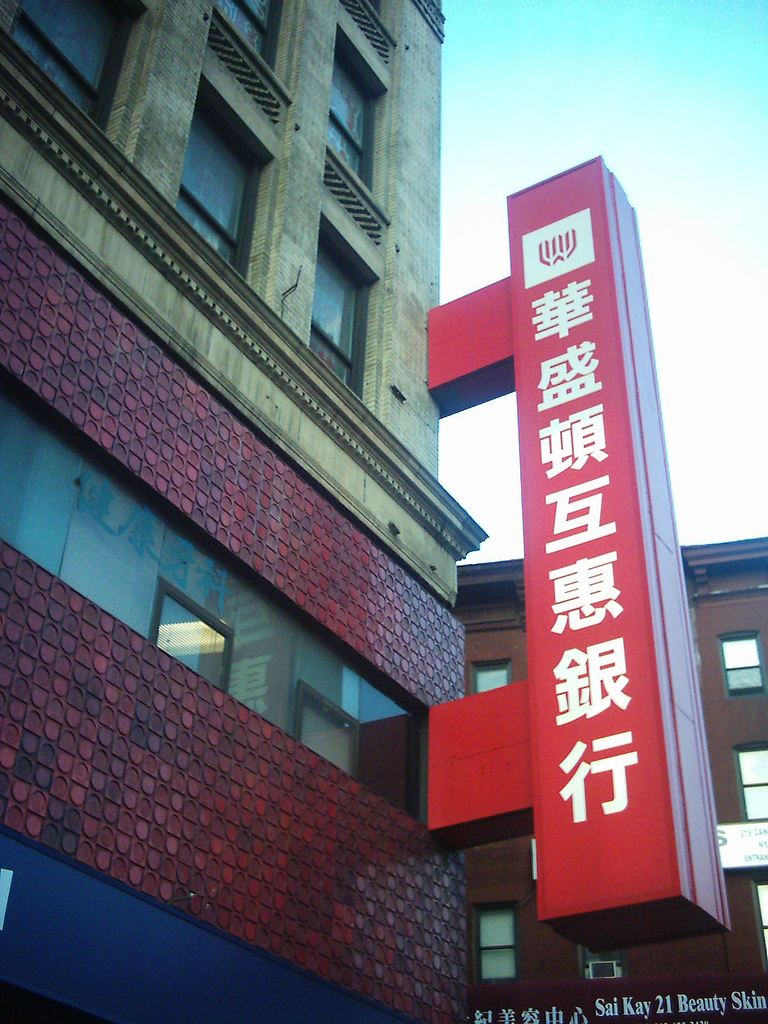
Canal Street and Baxter支行 - 纽约曼哈頓華埠

華盛頓互惠公司（Washington Mutual Inc.、常簡稱為：WaMu），是美國一家於1889年至2009年間營運的銀行控股公司。

## 历史
華盛頓互惠公司成立于1899年，它的最大子公司華盛頓互惠銀行（Washington Mutual Savings Bank）曾經是美國最大的儲貸機構。詃公司曾經併購美豐儲蓄、海岸聯邦儲蓄銀行、HomeFed銀行、大西部銀行和美利堅儲蓄銀行。

## 破产
華盛頓互惠銀行於2008年9月25日由美國財政部儲蓄機構管理局以債權管理人身份強制接管，隨即交給聯邦存款保險公司以19億美元售予摩根大通集团。剩餘的華盛頓互惠公司於9月26日宣佈破產，接受第11章破產保護。

## 腳註參考
1. ↑  Bansal, Paritosh. . DealZone (Thomson Reuters). 2008-09-26  [2008-09-26]. （原始内容存档于2013-07-04）.
2. ↑  . Washington Mutual Bank.   [2008-09-28]. （原始内容存档于2008-11-16）.

## 外部連結
- 大通银行